# Авијацијска противприпрема
Авијацијска противприпрема (рус. авиационная контрподготовка) је скуп дејстава авијације у склопу противприпреме ради дезорганизације противника пред његов напад. Термин је настао у Другом свјетском рату у совјетском ратном ваздухопловству.
Изводи се против јединица противника на полазним положајима за напад, артиљерије, центара везе и слично. У Другом свјетском рату значајан успјех је постигла авијацијска противприпрема у бици код Курска.